# Statek-arka

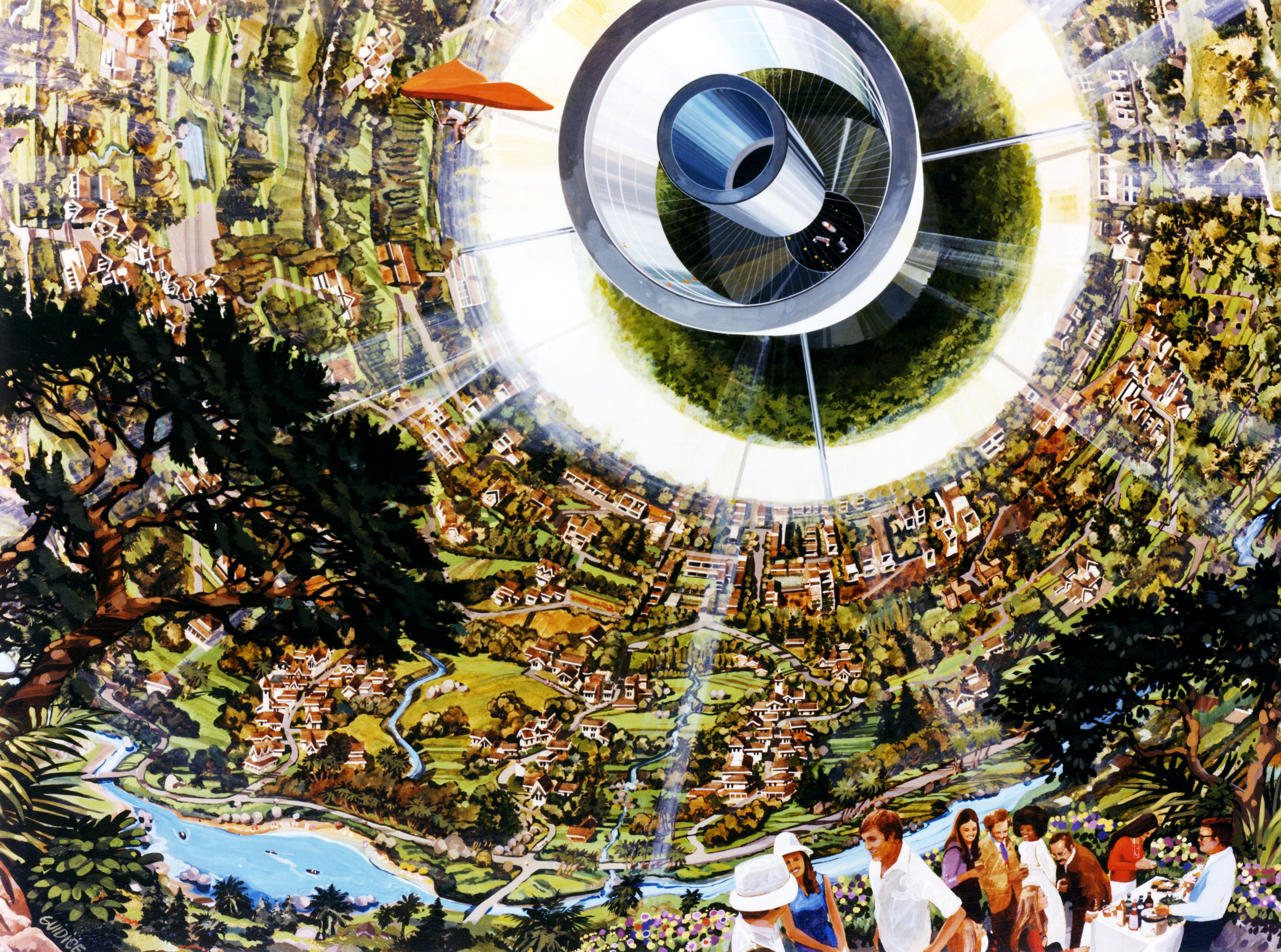
Wnętrze sfery Bernala – wizja artysty

Statek-Arka lub statek wielopokoleniowy – hipotetyczny statek kosmiczny, podróżujący na wielkich odległościach międzygwiezdnych z prędkością mniejszą od prędkości światła w próżni. Ponieważ przewidywany czas podróży jest bardzo długi, liczony w dziesięcioleciach, a nawet stuleciach, statek musi być samowystarczalnym habitatem, w którym podróżują całe wielopokoleniowe rodziny. Jest to częsty motyw spotykany w fantastyce naukowej.
Po raz pierwszy statek-arkę opisał John Bernal w powieści The World, The Flesh, & The Devil z 1929.
Kilkakrotnie można spotkać motyw statku-arki w filmach serii Star Trek. Specyficznym, wymarłym statkiem tego rodzaju zdaje się być Rama z powieści Spotkanie z Ramą Arthura C. Clarke’a.
Badanie problemów psychologicznych, które mogą się narodzić podczas takiej podróży to temat opowiadania J.G. Ballarda Trzynastu do Centaura.
Fantastyka poszła nawet krok dalej, opisując całe ciała niebieskie wykorzystywane do podróży międzygwiezdnych. Utwory wykorzystujące taki motyw to np. Wędrowiec Fritza Leibera, Pierścień Larry’ego Nivena czy serial telewizyjny Kosmos 1999.

## Utwory wykorzystujące motyw
- Brian W. Aldiss – Non Stop
- Robert A. Heinlein – Orphans of the Sky
- Gene Wolfe – seria Księga długiego słońca
- James P. Hogan – Najazd z przeszłości
- Alexei Panshin(inne języki) – Rite of Passage
- Isaac Asimov – Nemesis
- James Blish – seria Latające miasta
- Ursula K. Le Guin – Raje utracone (w zbiorze Urodziny świata)
- Marek Oramus – Senni zwycięzcy
- Jerzy Broszkiewicz – Ci z Dziesiątego Tysiąca, Oko Centaura
- Krzysztof Boruń, Andrzej Trepka – Zagubiona przyszłość
- Larry Niven – Pierścień
- Stefan Otceten – Przechowalnia
- Jon Spaihts(inne języki) – Pasażerowie